# Mayte Vilán
Mayte Vilán , (ur. 5 sierpnia 1970 na Kubie) – kubańska aktorka.
Znana głównie ze swoich ról w telenowelach. W Polsce znana z seriali: Anita (telenowela) (2004-2005), Meandry miłości (2007/2008).

## Filmografia
- Pecados ajenos (Meandry miłości) (2007-2008).... Marisela Bracamontes
- El comienzo (2007) .... Melinda
- Round Trip (2007) .... Siostra Sala
- ¡Anita, no te rajes! (Anita (telenowela)) (2004-2005)
- Mesa para tres (2004)
- Sofía dame tiempo (2003) .... Victoria Guerrero (2003)
- Tres veces Sofía (1998) .... Alejandra Landazábal
- Too Pure (1998) .... Nina Cortez
- Duckman: Private Dick/Family Man (1997)
- High Tide .... Maria (1996)
- Azúcar amarga (1996) .... Yolanda
- The Specialist (1994) .... Ordinance Expert
- Robin's Hoods .... Maria Alvarez (1994)
- Guadalupe (1994)  .... Chena
- Marielena (1994)  .... Meche
- Corte tropical (1990)  .... Elenita